# Chiusa di Rio Pusteria
La chiusa di Rio Pusteria (in tedesco: Mühlbacher Klause o Haslacher Klause) chiudeva la val Pusteria ad ovest, poco sopra la confluenza della Rienza nell'Isarco, vicino al paese di Rio di Pusteria, in provincia di Bolzano.

## Storia

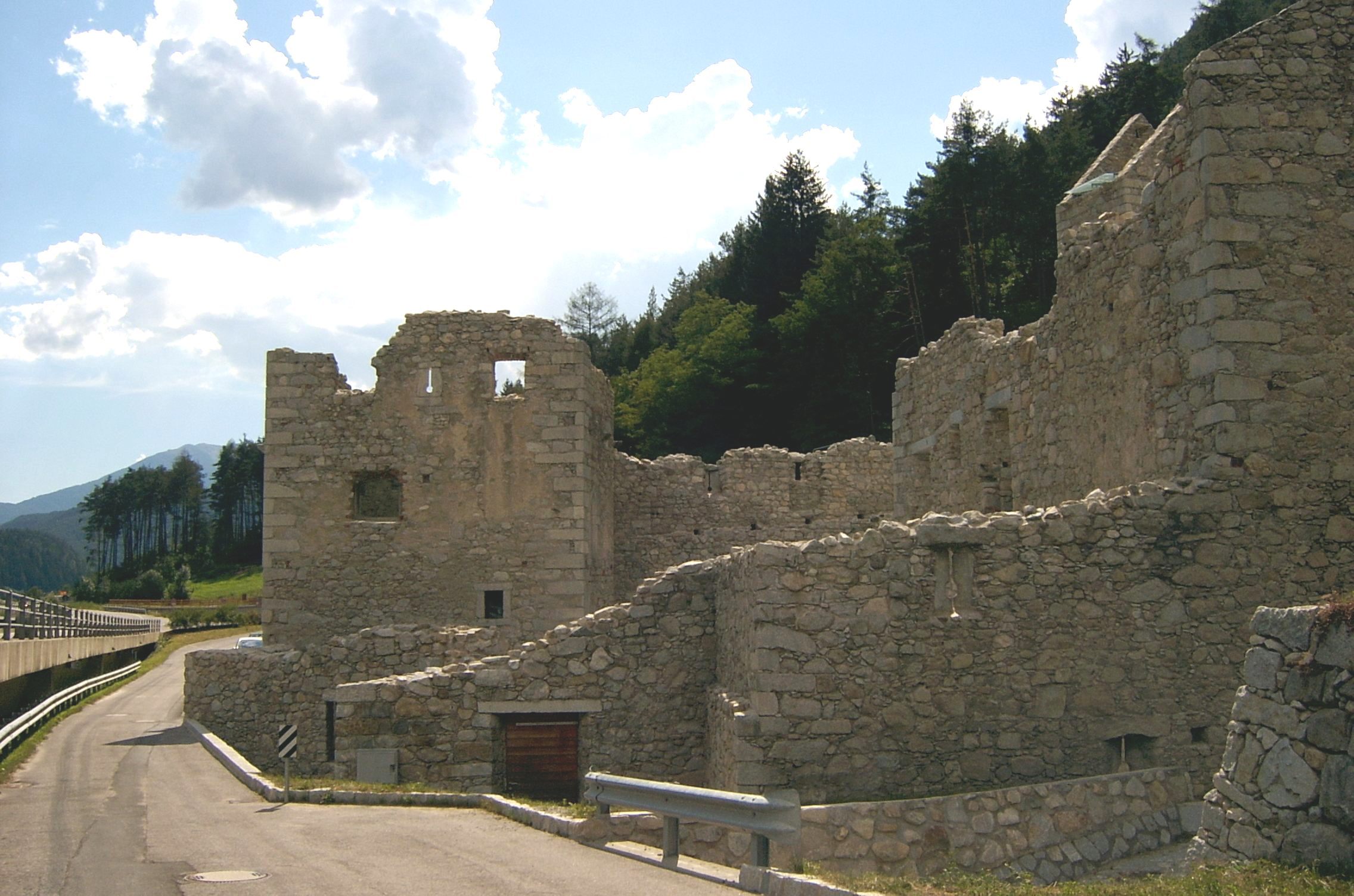
Costruzioni all'interno delle mura

La porta orientale è nota come porta Vandoies (Vintlertor), quella occidentale come porta Rio di Pusteria (Mühlbacher Tor).
Si tratta di una costruzione fortificata risalente originariamente al XII secolo, quando era nota come Klause von Haslach ("chiusa di Haslach"). Fu costruita dai signori di Rodengo, ma già nel 1269 fu ceduta ai Gorizia. Quando, alla morte di Mainardo I di Tirolo-Gorizia, i suoi figli Mainardo II e Alberto si divisero i territori paterni, la chiusa divenne stazione di confine.
La Pusteria poi passò totalmente sotto il controllo dei Tirolo. Fu Sigismondo il Danaroso a dargli la forma attuale, ampliandola e fortificandola ulteriormente nell'arco di oltre vent'anni, nella seconda metà del XV secolo. È del 1484 un regolamento dettagliato della funzione del forte quale casello dei commerci sovraregionali («wie man den zoll vnnder Mulbach von alter eingnomen hat»).
Rimase seriamente danneggiata prima nel 1703 e poi, più seriamente nell 1809, quando fu presa, con grande sforzo e numerose perdite, dall'esercito francese. Da allora è in rovina.
Alla fine del 1939, Mussolini diede ordine di fortificare i valichi alpini, tramite la costruzione del Vallo Alpino in Alto Adige. Anche presso la vecchia dogana, è stato costruito lo sbarramento Chiusa di Rio, che comprende 5 bunker.
Solo lo spostamento della strada statale al di fuori delle mura ha consentito, nel 1997, un restauro della struttura.
Attualmente al suo interno è prevista una mostra, aperta al pubblico ogni giovedì.

## La costruzione
Si può suddividere in una parte superiore, quella originariamente maggiormente fortificata, e una inferiore, che era invece abitata. Nella parte superiore è rimasta soltanto la torre sinistra, mentre la destra fu distrutta durante la costruzione della Ferrovia della Val Pusteria, come parte del muro di cinta esterno.
Nella parte bassa si possono riconoscere la dogana (con le stalle e la fucina) e sulla sinistra la cosiddetta Kaiserturm ("torre dell'Imperatore"), così chiamata perché Massimiliano I era solito soggiornarvi in occasione delle sue battute di caccia.
Sulla strada che porta l'insediamento ci sono anche i resti di una cappella dedicata alla Trinità e una pietra miliare, che commemora il battesimo di fuoco dei Kaiserjäger tirolesi (1813).